# 春哲乡
春哲乡（藏語：ཕྲུ་སྒྲིག་），是中华人民共和国西藏自治区日喀则市谢通门县下辖的一个乡镇级行政单位。

## 行政区划
春哲乡下辖以下地区：
春哲村、罗堆村、帮炯作果村和德布具村。